# Genetta cristata
Genetta cristata is een zoogdier uit de familie van de civetkatachtigen (Viverridae). De wetenschappelijke naam van de soort werd voor het eerst geldig gepubliceerd door Hayman in Sanborn in 1940.